# Wethersfield (Nowy Jork)
Wethersfield – miasto w Stanach Zjednoczonych, w stanie Nowy Jork, w hrabstwie Wyoming.